# Furudono
Furudono (japanska: 古殿町?, Furudono-machi) är en landskommun (köping) i Fukushima prefektur i Japan.  